# Český dřevák

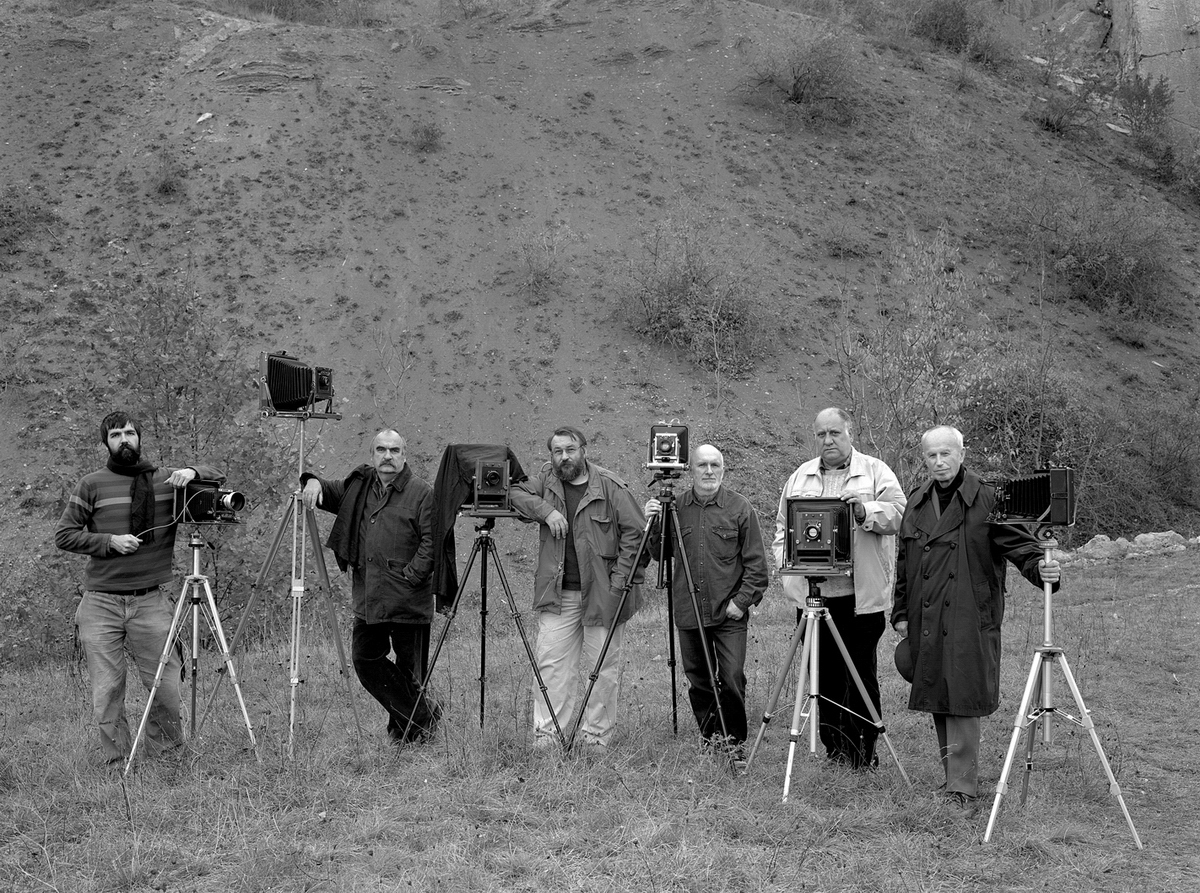
Členové skupiny Český dřevák (zleva doprava: Tomáš Rasl, Jan Reich, Bohumír Prokůpek, Jaroslav Beneš, Karel Kuklík, Petr Helbich) v Prokopském údolí dne 20. října 2004

Český dřevák byla skupina fotografů, která působila v letech 2000–2008. Skupinu nespojoval žádný programový manifest, ale technický způsob zhotovování fotografií. Všichni členové pracovali s dřevěnými velkoformátovými deskovými kamerami (formát 13x18 – 24x30 cm) a jako výsledné fotografie zpravidla používali kontaktní kopie negativu.

## Historie
Skupinu založili v roce 2000 fotografové Karel Kuklík, Jan Reich, Jaroslav Beneš a Bohumír Prokůpek. V roce 2002 se k nim připojil Tomáš Rasl a v roce 2003 Petr Helbich.

## Výstavy
- 2000 Praha bez věží, Malá galerie České spořitelny v Kladně, (Kuklík, Reich, Beneš)
- 2001 Český dřevák, Galerie 4, Cheb (Kuklík, Reich, Beneš, Prokůpek)
- 2001 Krajina intimní prostor, Pražský dům fotografie, (Kuklík, Prokůpek)
- 2002 Český dřevák, Lidové sady Liberec – Malá výstavní síň (Kuklík, Reich, Beneš, Prokůpek, Rasl)
- 2003 Český dřevák, Jihomoravské muzeum ve Znojmě (Helbich, Kuklík, Reich, Beneš, Prokůpek, Rasl)
- 2003 účast na veletrhu fotografií Paris Photo v Paříži prostřednictvím Leica Gallery
- 2004 Český dřevák a jeho host Daniela Vokounová, Malá galerie České spořitelny v Kladně (Helbich, Kuklík, Reich, Beneš, Prokůpek, Rasl)
- 2005 Český dřevák a jeho host Richard Homola, Vlastivědné muzeum a galerie v České Lípě (Helbich, Kuklík, Reich, Beneš, Prokůpek, Rasl)
- 2006 Český dřevák, Galerie 4, Cheb (Helbich, Kuklík, Reich, Beneš, Prokůpek, Rasl)
- 2006 Český dřevák, Státní zámek Vranov nad Dyjí (Helbich, Kuklík, Reich, Beneš, Prokůpek, Rasl)
- 2006 Český dřevák, Alšova jihočeská galerie v Hluboké nad Vltavou – Wortnerův dům (Helbich, Kuklík, Reich, Beneš, Prokůpek, Rasl)
- 2007 Český dřevák, Galerie auf der Pawlatsche, Vídeň Rakousko (Helbich, Kuklík, Reich, Beneš, Prokůpek, Rasl)
- 2007 „Dwie Tradicje“ společná výstava s fotografy Visegrádu,Galerie Pusta Górnošlanskie Centrum Kultury, Katowice, Polsko.
- 2008 „Dvě tradice“ společná výstava s fotografy Visegrádu, Polské kulturní středisko v Praze
- 2008 Český dřevák, Výstavní síň Foma Bohemia, Hradec Králové (Helbich, Kuklík, Reich, Beneš, Prokůpek, Rasl)
- 2009 Český dřevák a jeho host Karel Novotný, Regionální muzeum Mělník, (Helbich, Kuklík, Reich, Beneš, Prokůpek, Rasl)
- 2010 Český Dřevák i jego gość Jakub Byrczek, Galerie Pusta, Katowice Polsko (Helbich, Kuklík, Reich, Beneš, Prokůpek, Rasl)
- 2018 Český dřevák, Rabasova galerie, Rakovník, 8. úbora – 29. dubna 2018 (Helbich, Kuklík, Reich, Beneš, Prokůpek, Rasl)
- 2022 Český dřevák, Ateliér Josefa Sudka, Praha, 8. dubna – 15. května 2022 (Beneš, Helbich, Kuklík, Prokůpek, Rasl, Reich), kurátor: Pavel Vančát[1]
- 2024 Český dřevák, Galerie Jiřího Jílka, Šumperk, 15. září – 10. listopadu 2024, (Prokůpek, Reich, Kuklík, Helbich, Beneš, Rasl), kurátorka: Pavlína Vogelová.[2]